# Tirtlen
Il tirtlen (o tirtlan, in Val Pusteria tirschtlan, in ladino tutra) è un tipico alimento dell'Alto Adige.
Il tirtlen è un alimento caratterizzato da una sfoglia di farina segale e un ripieno preparato solitamente con ricotta, spinaci, patate o crauti o, nella versione dolce, con papavero.
Per la cottura è prevista una frittura in olio o strutto bollenti.
Questo tipico alimento altoatesino, è particolarmente in voga nelle feste paesane.